# Grammonota gigas
Grammonota gigas là một loài nhện trong họ Linyphiidae.
Loài này thuộc chi Grammonota. Grammonota gigas được Richard C. Banks miêu tả năm 1896.